# Patalene amytisaria
Patalene amytisaria är en fjärilsart som beskrevs av Walker 1860. Patalene amytisaria ingår i släktet Patalene och familjen mätare. Inga underarter finns listade i Catalogue of Life.